# Amherst (Nueva Escocia)
Amherst es una localidad canadiense de la provincia de Nueva Escocia.

## Geografía
Se encuentra en el condado de Cumberland, ubicado en la provincia de Nueva Escocia. Está ubicada en la cabecera de la bahía de Chignecto.

## Historia
A comienzos del siglo XX, en 1901, la localidad tenía contabilizada una población de 4964 habitantes. Por ella pasaba la Intercolonial Railway. En la zona se practicaba la agricultura y la minería. Por aquellas fechas Amherst tenía varios edificios ferroviarios, molinos y fábricas, y exportaba vehículos ferroviarios, motores, calderas y estufas.